# Plutino

Vergelijking van de kleur, grootte en het albedo van vier grotere plutino's.

Een plutino is in de sterrenkunde een dwergplaneet of planetoïde buiten de baan van de planeet Neptunus (een transneptunisch object), dat een 2:3 baanresonantie met deze planeet heeft. De dwergplaneet Pluto is de grootst bekende vertegenwoordiger van deze groep. Plutino's bevinden zich in het binnenste gedeelte van de Kuipergordel; hun gemiddelde afstand tot de zon ligt tussen 39 en 40 AE. 
De excentriciteit van hun banen is vrij groot (meestal tussen de 0,1 en 0,3; Pluto: 0,249), en ook is de baan vaak vrij sterk geheld ten opzichte van de ecliptica (baanhellingen tot 40°; Pluto: 17°). De minimumafmeting om te gelden als plutino wordt meestal gesteld op honderd tot enkele honderden kilometers middellijn.

## Ontdekkingsgeschiedenis
Nadat in 2003 Eris werd ontdekt en nadat al eerder was gebleken dat Pluto niet zo groot was als verwacht (er werden manen ontdekt) ontwikkelde men de hypothese dat er in de Kuipergordel nog meer Pluto-achtige objecten moesten rondzwerven.

## Lijst van bekende plutino's
Op volgorde van grootte (in veel gevallen geschat uit de helderheid):
- Pluto 2390 km
- Orcus (840-1880 km)
- 2003 AZ84 ~700 km
- Huya 540 km
- Ixion 400-550 km
- (84922) 2003 VS2 ~430 km
- (119951) 2002 KX14 ~390 km
- (47171) 1999 TC36 375 km, vermoedelijk met maan:
  - S/2001 (1999 TC36) 1, 140 km
- 2001 QF298 ~340 km
- 2002 XV93 ~300 km
- (55638) 2002 VE95 ~260 km
- 2001 QG298 ~170 km, mogelijk met maan:
  - S/2004 (2001 QG298) 1, ~170 km
- 1993 RO 140 km

De volgende hemellichamen zijn geen plutino's maar cubewano's of scattered disk objects; qua samenstelling lijken ze op plutino's, maar zij bewegen in wijdere banen om de zon:
- Eris 2600-3400 km
- Makemake ~2000 km
- Sedna (1180-1800 km) in de Kuipergordel of het binnenste van de Oortwolk
- Haumea ~1600 km
- Quaoar (989-1346 km)
- Varuna (1060 km)
- Aya (~900 km)
- 2000 EB173 (600 km)
- 1993 SC 300 km
- 1993 SB 200 km

- (15760) 1992 QB1
- (15874) 1996 TL66
- (19308) 1996 TO66
- (26375) 1999 DE9
- (42301) 2001 UR163
- (55636) 2002 TX300
- (55637) 2002 UX25
- (84522) 2002 TC302
- 2002 KX14
- 2002 MS4
- 2002 WC19
- 2003 QW90